# シッラーノ
シッラーノ（伊: Sillano）は、イタリア共和国トスカーナ州ルッカ県シッラーノ・ジュンクニャーノにある分離集落（フラツィオーネ）。
かつては独立した自治体（コムーネ）であったが、2015年1月1日、ジュンクニャーノと合併し、新自治体の一部となった。

## 地理

### 位置・広がり
ルッカ県北部、ガルファニャーナ地方 (it:Garfagnana) に位置する。

#### 隣接コムーネ
コムーネとしてのシッラーノは、以下のコムーネと隣接していた。括弧内のREはレッジョ・エミリア県、MSはマッサ＝カッラーラ県所属を示す。
- コッラーニャ (RE)
- フィヴィッツァーノ (MS)
- ジュンクニャーノ
- リゴンキオ (RE)
- ピアッツァ・アル・セルキオ
- サン・ロマーノ・イン・ガルファニャーナ
- ヴィッラ・コッレマンディーナ
- ヴィッラ・ミノッツォ (RE)